# 小野川 (茨城県)
小野川（おのがわ）は、茨城県南部を流れ霞ヶ浦に注ぐ利根川水系の一級河川である。
なお、地理的には近いものの、千葉県香取市内（旧佐原市）
を流れる小野川とは関係がない。

## 地理
茨城県つくば市小野崎に源を発し南東へ流れ、稲敷市で霞ヶ浦に注ぐ。つくば市内では掘割が作られて近くの稲荷川につながっており、小野川上流域の河水の一部はこれを通じて牛久沼に流れる。

## 歴史
江戸時代は小野川流域に薪炭林としてのアカマツ林が広がっており天領とされていた。江戸への燃料供給元とされ、当地で集められた薪は付近の農作物などと共に小野川から霞ヶ浦・利根川を経由して江戸まで舟で運ばれていた。稲敷市の江戸崎地区はこの水運の拠点として栄えた。
1979年、小野川を稲荷川につなぐ人工河川が完成し通水が始まった。これは筑波研究学園都市の建設に伴い都市排水を考慮してのことであった。

## 流域の自治体
茨城県
つくば市、牛久市、龍ケ崎市、稲敷市

## 支流
- 稲荷川（分流）
- 柏田川
- 結束川
- 太田川
- 乙戸川
- 沼里川

## 橋梁
- 上橋
- 上松橋
- 名称不明
- 下橋
- 西大沼橋
- 弁才天橋
- 関場橋
- 馬洗場橋
- 首都圏中央連絡自動車道
- 西田橋
- 筒花橋
- 小野川橋（国道354号）
- 館野橋（茨城県道202号館野牛久線）
- 境橋
- 名称不明
- 首都圏中央連絡自動車道
- 名称不明
- 名称不明
- 首都圏中央連絡自動車道
- 常磐橋
- 常磐自動車道
- 下横場橋
- 首都圏中央連絡自動車道
- 南部橋
- 名称不明（国道6号）
- 楠ノ沢橋
- 名称不明（つくば牛久インターチェンジ）
- 小野川橋（つくば牛久インターチェンジ）
- 名称不明（つくば牛久インターチェンジ）
- 樋の沢橋
- 月読橋
- 大井橋
- 小野川橋（国道6号）
- 小野川橋梁（常磐線）
- 中根橋
- 下根大橋
- 新橋
- 首都圏中央連絡自動車道
- 一本橋
- 岡田橋（国道408号）
- 弁天橋
- 岡見大橋（茨城県道48号土浦竜ヶ崎線）
- 新岡見橋（茨城県道48号土浦竜ヶ崎線バイパス）
- 名称不明
- 豊年橋
- 町田橋
- 名称不明
- 小坂大橋
- 正直橋（茨城県道34号竜ヶ崎阿見線）
- 小野川橋（茨城県道68号美浦栄線）
- 奥原大橋
- 弁天橋
- 新弁天橋
- 岩木橋
- 江新橋
- 伊佐津橋（国道408号）
- 水神橋
- 羽賀沼橋
- 引舟橋
- 江戸崎橋（首都圏中央連絡自動車道）
- 高田橋（茨城県道・千葉県道103号江戸崎下総線）
- 新古渡橋（国道125号）
- 古渡橋